# Kōra
Kōra (甲良町, Kōra-chō) est un bourg du district d'Inukami, dans la préfecture de Shiga au Japon.

## Géographie

### Démographie
Au 1er décembre 2014, la population s'élevait à 7 133 habitants répartis sur une superficie de 13,62 km2.

## Culture locale et patrimoine

### Patrimoine architectural

#### Édifices religieux
Kōra possède un temple bouddhique du IXe siècle situé à flanc de montagne boisée dans le sud-est du bourg. Le bâtiment principal (hondō) de ce complexe religieux est classé trésor national depuis 1897, un classement confirmé en 1952 en application de la nouvelle loi sur la protection des biens culturels promulguée, le 30 mai 1950, par le ministère de l'Éducation.

## À voir aussi